# Wäldlein
Wäldlein ist ein Gemeindeteil der Stadt Münchberg im Landkreis Hof (Oberfranken, Bayern). Wäldlein liegt in der Gemarkung Poppenreuth.

## Geografie
Die aus zwei Anwesen bestehende Einöde liegt südlich der Bahnstrecke Münchberg–Helmbrechts. Ein Wirtschaftsweg führt 700 Meter östlich die Bahnstrecke unterquerend zur Kreisstraße HO 24, die südöstlich nach Hildbrandsgrün bzw. nordwestlich nach Ottengrün verläuft.

## Geschichte
Wäldlein wurde in der ersten Hälfte des 19. Jahrhunderts auf dem Gemeindegebiet von Wüstenselbitz gegründet. Das Anwesen trug die Hausnummer 29 von Hildbrandsgrün. 1848 kam Wäldlein an die neu gebildete Ruralgemeinde Poppenreuth. Im Zuge der Gebietsreform in Bayern wurde Wäldlein am 1. Juli 1972 nach Münchberg eingemeindet.

### Einwohnerentwicklung
| Jahr      | 1861  | 1871   | 1885   | 1900   | 1925   | 1950   | 1961   | 1970   | 1987  |
| Einwohner | 14    | 21     | 15     | 12     | 9      | 14     | 8      | 7      | 4     |
| Häuser    |       |        | 2      | 2      | 2      | 2      | 2      |        | 2     |
| Quelle    | [ 9 ] | [ 10 ] | [ 11 ] | [ 12 ] | [ 13 ] | [ 14 ] | [ 15 ] | [ 16 ] | [ 1 ] |

## Religion
Wäldlein ist bis heute nach St. Peter und Paul (Münchberg) gepfarrt und evangelisch-lutherisch geprägt.